# Eisernes Dreieck (Japan)
Das Eiserne Dreieck (jap. 政官業トライアングル, seikangyō toraianguru) ist eine vielfältige Interessenverflechtung zwischen der Politik, der Bürokratie und den Unternehmen in Japan.

## Das Eiserne Dreieck

### Bürokratie
Die Bürokratie besteht hauptsächlich aus dem MITI (Ministry of Trade and Industry), welches heute METI heißt.
Da es keine gesetzliche Grundlage für ihr Handeln gibt, sind sie auf die Kooperation der Industrieunternehmen angewiesen. Sie geben Empfehlungen aus, nach denen Unternehmen handeln sollen (Administrative guidance). Sollten Unternehmen jedoch nicht nach dem Willen der Bürokratie handeln, so kann es vorkommen, dass Anträge vergessen werden, die für dieses Unternehmen wichtig sind.

### Politiker
Die Politiker verfügen über die Investitionsmittel, mit denen sie die Unternehmen unterstützen können. Sie schützen die Interessen der Unternehmen und bauen diese aus; sie haben dadurch Aussicht auf Ruhestandsposten (amakudari). Im Gegensatz zur Bürokratie haben sie handfeste (materielle) Druckmittel. Durch Unterstützung einzelner Unternehmen können sie ihre eigene Macht ausbauen.

### Unternehmen
Gemeint sind meist Keiretsu (bis zum Zweiten Weltkrieg zaibatsu), die große Unternehmenskonglomerate, wie es z. B. Mitsubishi, Marubeni, Sony oder Mitsui sind. Diese Unternehmen spenden an die zoku und haben damit auch Einfluss auf die innerparteiliche Willensbildung. Auch, weil Politiker den Bürokraten nicht die Macht in den Entscheidungsprozessen geben wollen, da sie das Geld der Unternehmen brauchen, arbeiten sie für das Unternehmen.
→ Durch diese gegenseitige Unterstützung und Abhängigkeit wird Korruption begünstigt.

## Geschichtliche Entwicklung des Eisernen Dreiecks ab 1945

### 1945–1973
Die amerikanische Besatzung verbot zaibatsu, aber durch den Koreakrieg erkannten die USA die Wichtigkeit der zaibatsu, wiederbelebten und subventionierten sie.
Die Industriepolitik ist Instrument des Staates. Die Politiker begannen, bestimmten Bereiche zu fördern, da der Staat über die Verteilung der Investitionsmittel verfügen kann.
Der Import fremder Technologien für die Industrie wurde erlaubt, aber gleichzeitig verhindert, dass in Japan verfügbare Güter von ausländischen Unternehmen auf den Markt gebracht wurden. Dies schützte japanische Unternehmen vor dem internationalen Wettbewerb. In den folgenden Jahren bildete sich eine starke Exportindustrie. 
In den 1960er Jahren hielt das Eiserne Dreieck zusammen, die Wirtschaft wurde stärker, arbeitete dennoch weiterhin mit der Regierung zusammen. In den 1970er Jahren wurde das Eiserne Dreiecks aufgrund von Pluralisierung und Verknappung öffentlicher Mittel geschwächt. Mit der Ölkrise 1973 handelten Unternehmen nicht mehr im Sinne des Korporatismus, sondern orientierten sich an unternehmensinternen Vorteilen.

### 1973–1985
Es kam zu hohen Umweltschäden aufgrund der Industrieunternehmen. Unter anderem soll das Umweltbasisgesetz (weltweit einmalig zu der Zeit) dafür sorgen, dass die Umwelt besser geschützt wird. Durch die Ölpreissteigerung und die damit verbundene Rezession wurde die hohe Abhängigkeit Japans von den internationalen Rahmenbedingungen deutlich.
Es kam zu einem Wendepunkt: Statt energie- und rohstoffintensiver Produktion wurden nun wissensintensive Zweige gefördert. Die Ölabhängigkeit sollte reduziert werden, um bessere Umweltverträglichkeiten zu erreichen. Zukunftsindustrien (Mikroelektronik) wurden mit eigenen Technologien aufgebaut und gleichzeitig wurde die Schwerindustrie rationalisiert sowie auf eine technologieintensive verarbeitende Industrie und eine wachsende Dienstleistungsgesellschaft umgeschwenkt.

### 1985–1996
Mit der Börseneinführung von NTT und dem schnellen Anstieg auf Rekordhöhe der Aktien investierten Unternehmen in diese anstatt in ihre eigenen Geschäfte. Grundstücke wurden als Zahlungsmittel für Wertpapiere eingesetzt und ihre Preise stiegen in astronomische Höhen.
Hyperspekulationen führen dazu, dass die Blase der Bubble Economy 1989 zerplatzte. Dies leitet die längste Rezessionsphase Japans nach Ende des Zweiten Weltkriegs ein.
1995 wurden Korruptionsaffären des Eisernen Dreiecks durch den Skandal illegaler Darlehen der Tokyo Kyowa Credit Association und der Anzen Credit Bank aufgedeckt. Bankiers wurden inhaftiert, aber Politiker und Bürokraten kamen nur mit Verwarnungen davon und wurden nicht zur Rechenschaft gezogen.